# Délégation interministérielle à l'accueil et à l'intégration des réfugiés
Pour les articles homonymes, voir Délégation interministérielle.
Le délégué interministériel chargé de l'accueil et de l'intégration des réfugiés (DIAIR) est, en France, un délégué interministériel institué par décret du 22 janvier 2018 pour apporter son concours à la définition, à l'animation et à l'évaluation de la politique d'accueil et d'intégration des réfugiés.

## Création
La création d'un poste de délégué interministériel aux réfugiés a été annoncée en juillet 2017 par le Premier ministre Édouard Philippe lors de la présentation du plan migrants du gouvernement. Le délégué interministériel chargé de l'accueil et de l'intégration des réfugiés est nommé par décret. Le premier délégué, nommé par décret du 24 janvier 2018
est Alain Régnier. Le journal Le Monde précise que « Ce haut fonctionnaire a consacré l’essentiel de sa carrière à la lutte contre l’exclusion, le mal logement et la politique de la ville » et souligne le temps écoulé entre l'annonce de la création et la réalité de celle-ci.

## Attributions

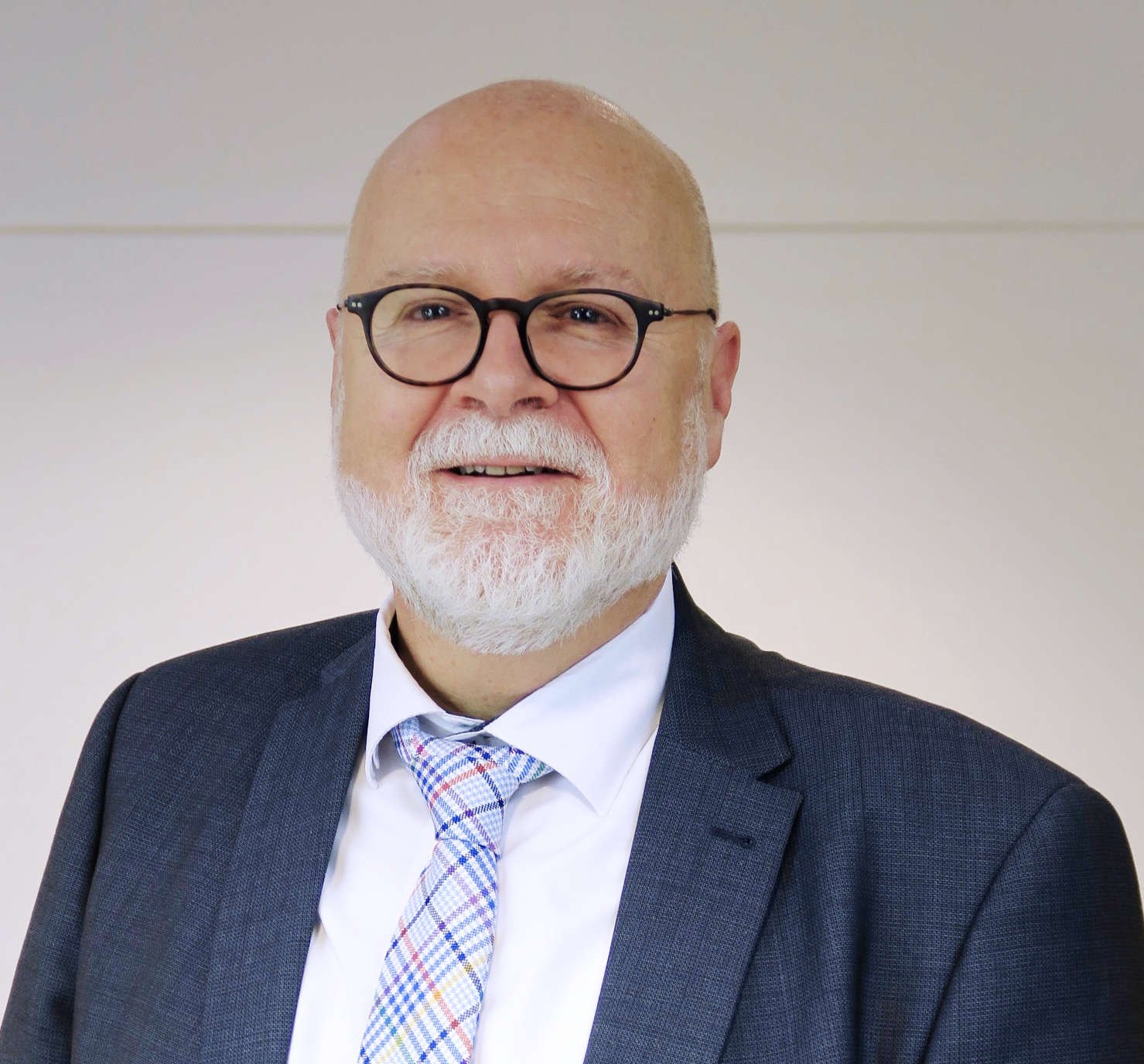
Alain Régnier, préfet, délégué interministériel à l'accueil et à l'intégration des réfugiés (Diair)

Le décret prévoit 4 familles d'attribution :
- Le délégué apporte son concours à la définition et à l'animation de la politique d'accueil et d'intégration des personnes reconnues réfugiés et il évalue sa mise en œuvre.
- Il coordonne, en lien avec la direction générale des étrangers en France, les actions des différents ministères concourant à une intégration durable des publics protégés (accès aux droits, maîtrise de la langue française, prise en charge sanitaire et sociale, formation professionnelle, accès à l'emploi et au logement).
- Il est chargé de coordonner l'accueil en France des bénéficiaires de protection arrivés dans le cadre du programme européen de réinstallation.
- Il peut être chargé d'organiser l'accueil de personnes admises au séjour en France dans le cadre d'opérations spécifiques décidées par le gouvernement.
- Il rend compte de ses travaux au Premier ministre et au ministre chargé de l'asile et de l'accueil des étrangers.

## Fonctionnement
Le poste du délégué est placé sous l‘autorité du ministre de l‘Intérieur. Pour l'exercice de ses missions, le délégué peut faire appel, aux administrations centrales, aux corps d'inspection et aux services déconcentrés relevant des ministres intéressés. Il dispose de personnels mis à disposition par les ministères ou les établissements publics de l’État.